# XF10F (航空機)
XF10F ジャガー
- 用途：戦闘機
- 分類：艦上戦闘機
- 製造者：グラマン
- 運用者： アメリカ海軍 (試作のみ）
- 初飛行：1952年
- 生産数：2機（ただし2号機は90%完成）

XF10F ジャガー(Grumman XF10F Jaguar)は、アメリカ合衆国のグラマン社が開発していた艦上戦闘機である。1952年初飛行。可変後退翼を採用した戦闘機としては世界初であるが、実戦配備はなされないままに終わった。

## 概要
戦闘機・F10Fの開発は1947年に始まったが、この時は可変後退翼の採用は全く考えられておらず、F9F パンサーの後退翼型に近いものを検討していた（クーガーは開発中）。しかし開発段階で海軍が順次要求を拡大していったために、要求仕様を満たすために1949年に思い切って可変後退翼の採用を決めた。特に初期のジェット機は離着陸（艦）性能に難があり、航空母艦での運用を非常にやりにくくしており、またF7U カットラス（1948年初飛行）のように高速性を追求するあまり離着陸性能を損なった「反面教師」も存在した。そのため、可変後退翼による離着艦性能と速度性能の両立が期待されたのである。主翼後退角は13.5度から42.5度まで変化し、重心の変化を抑えるため、後退角を増すごとに主翼取り付け位置が前方へと移動する。主翼は肩翼配置で、尾翼はT字尾翼となっていた。艦載機なので主翼は翼端が上方に折り畳めるようになっていた。インテイクは機首部脇にあり、エンジンノズルは胴体末尾にある。1950年12月にXF10F-1が12機発注されている。
1952年5月19日に初飛行するも、機構の複雑性による重量過大・低整備性と、搭載するジェットエンジンJ40が非力であった事により、期待した性能を発揮できなかった（ちなみにこのエンジンは失敗作であり、他にもF4D スカイレイ・F3H デーモン両戦闘機を失敗寸前にまで追いやっている）。特に後退角の変化により飛行特性が変化するため、非常に操縦がやりにくい機体になってしまったのが、一番の難点であった。後の実用可変後退翼機は、電子技術による補正で飛行特性が変化しても操縦特性が変わらないようにしているが、この時代の技術では不可能であった。そしてスチームカタパルトとアングルド・デッキの実用化により、空母での離着艦が容易になった事が、本機の開発意義を失わせた。計112機が発注されていたが、1953年4月に計画はキャンセルされた。
結局、グラマンの次作である艦上戦闘機F11F タイガーは、通常の後退翼を採用した無難な設計に落ち着いている。艦上戦闘機としての可変後退翼機は、グラマンの次々作であるF-14 トムキャットにおいてようやく実用化している。

## 性能（XF10F-1）
- 乗員: 1 名
- 全長: 17.01 m
- 翼幅:
  - 伸張時: 15.42 m（後退角13.5度）
  - 後退時: 11.17 m（後退角42.5度）
- 全高: 4.95 m
- 翼面積:
  - 伸張時: 43.38 m2
  - 後退時: 41.8 m2
- 空虚重量: 9,265 kg
- 最大離陸重量: 16,080 kg
- パワープラント: ウェスティングハウス J40-W-8 ターボジェット × 1、 6,800 lbf （30.2 kN）
- 最高速度: 1,100 km/h
- 航続力: 2,670 km
- 推力重量比: 0.19